# VAX LISP
VAX LISP は、VMS や ULTRIX 等 32-bit VAX 上で稼動する Common Lisp 処理系。

## 概要
Lispマシン等のLisp専用機ではなく汎用機上で稼動する初のCommon Lisp実装とされる。
開発当初は、カーネギーメロン大学のSpice Lispから、ブートストラップされたが、VAXの大きなコールスタックを活用できるよう再構築された。
また、初期開発者の中にはCMUからやって来た開発者もいた。

## 機能
- Emacs風のエディタ(Common Lispで拡張可能)を中心としたダム端末ベースのIDE
- DECwindows-や(X11-)ベースのIDE (GUIのエディタ、デバッガ、インスペクタ)
- POSIXスレッドベースのマルチスレッディング
- 高速にロードできる中間ファイルを生成するコンパイラ
- 仮想マシン全体の実行状態の書き出しと読み出しのための特許取得済みの機構

バージョン4.0はリリースされることなく、プロジェクトは、Lucid社に売却された。

## 参照資料
- Gabriel, Richard P. (May 1985). Performance and evaluation of Lisp systems. MIT Press; Computer Systems Series. ISBN 0-262-07093-6. LCCN 85--15161Gabriel, Richard P. (May 1985). Performance and evaluation of Lisp systems. MIT Press; Computer Systems Series. ISBN 0-262-07093-6. LCCN 85--15161 Gabriel, Richard P. (May 1985). Performance and evaluation of Lisp systems. MIT Press; Computer Systems Series. ISBN 0-262-07093-6. LCCN 85--15161
- ガブリエル, リチャード P.. Lispシステムの評価・活用法. ISBN 978-4526024931. LCCN 85--15161